# کلاوشک (ششتمد)
کلاوشک، روستایی است از توابع بخش مرکزی شهرستان ششتمد استان خراسان رضوی ایران.

## جمعیت
این روستا در دهستان بیهق قرار داشته و بر اساس سرشماری سال ۱۳۸۵ جمعیت آن ۶۸ نفر (۱۹ خانوار) بوده است.